# Nifelheim (groupe)
Pour les articles homonymes, voir Nifelheim.
Nifelheim est un groupe suédois de black metal. Le groupe est formé en 1990 par les jumeaux Erik et Per Gustavsson (sous les surnoms respectifs de Tyrant et Hellbutcher). Le groupe joue un black metal old-school dans la veine de groupes comme Venom, Bathory et Master's Hammer, tout en conservant le fameux style des groupes de la seconde vague de black metal du début des années 1990.

## Biographie
Nifelheim est formé en 1990 et enregistre sa première démo cassette intitulée Unholy Death en 1993. Le groupe signe alors pour l'enregistrement de son premier album éponyme sous le label Necropolis Records aux studios Fredman en 1994, après avoir renvoyé le guitariste portant le pseudonyme de Morbid Slaughter. L'enregistrement de cet album et le travail du groupe fut alors grandement encouragé par Jon Nödtveidt (guitariste/chanteur et leader du groupe de black metal suédois Dissection, qui joue lui-même sur un titre de l'album.
En 1996, le groupe enregistre une reprise du groupe de black metal brésilien Vulcano Witches Sabbat avec Goat (du groupe Satanized) pour le split Headbangers Against Disco, split comportant également des enregistrements des groupes de black metal Usurper et Unpure. Après une apparition remarquée dans un documentaire suédois traitant des fans de heavy metal, les frères Gustavsson se sont vus attribuer le surnom de « Frères du heavy metal » (Bröderna Hårdrock en suédois). En 1998, Nifelheim contribue à l'album tribute de Bathory In Conspiracy With Satan en reprenant le titre ie In Fire. En mars 2000, le groupe quitte le label Necropolis Records et enregistre Servants of Darkness sous un nouveau label, Black Sun Records.
En 2014, le groupe sort un nouvel EP, Satanas.

## Style musical
Nifelheim joue du black metal old-school inspiré de groupes comme Venom, Bathory,, les groupes de thrash metal brésiliens Vulcano, Holocausto, et Sarcófago, et le groupe tchèque Master's Hammer. Ils sont également influencés par Iron Maiden ; par exemple, dans certains arrangements.
Les paroles du groupe traitent du satanisme et d'autres sujets typique au black metal.

## Controverses
Dans une interview parue dans le magazine Sweden Rock Festival en 2008, les membres du groupe auraient fait des remarques dégradantes, voir insultantes quant à la mémoire du défunt bassiste du groupe Metallica, Cliff Burton ainsi que du guitariste du groupe Pantera, Dimebag Darrell, également décédé. Ils auraient alors dit : « J'ai rigolé et pissé sur des photos de lui » ou encore « C'est une mauvaise chose que Phil Anselmo ne soit pas mort à son tour. Je crois que la seule fois où j'aurais aimé voir Pantera, c'est quand Dimebag Darrell s'est fait descendre. » Le groupe confirme par la suite ces propos dans un communiqué du site web Blabbermouth : « Nous avons bien validé ces commentaires contre Cliff et Dimebag, et cela même avant qu'ils soient publiés », explique Tyrant.
En 2010, une vidéo circule sur YouTube montrant le groupe brûlant et urinant sur un vinyle du groupe de heavy metal chrétien Stryper lors du Party San Open Air.

## Membres
- Hellbutcher (Per « Pelle » Gustavsson) - chant
- Tyrant (Erik Gustavsson) - basse
- Apocalyptic Desolator (Johan Bergebäck) - guitare
- Vengeance from Beyond (Sebastian Ramstedt) - guitare
- Insulter of Jesus Christ! (Peter Stjärnvind) - batterie

## Discographie
- 1993 : Unholy Death (démo)
- 1994 : Nifelheim
- 1997 : Devil's Force
- 1997 : Headbangers Against Disco Vol. 2 (split EP avec Usurper et Unpure)
- 1997 : Hellish Blasphemy sur la compilation Gummo
- 1998 : Die in Fire (sur In Conspiracy with Satan – A Tribute to Bathory)
- 2000 : Servants of Darkness
- 2000 : Unholy Death (EP)
- 2003 : 13 Years (compilation)
- 2006 : Tribute to Slayer Magazine (split EP avec Sadistik Exekution)
- 2006 : Thunder Metal (split EP avec Vulcano)
- 2007 : Envoy of Lucifer
- 2014 : Satanatas (EP)